# Blast
BLAST é um Canal de televisão por Satélite Angolano-Moçambicano temático de cinema de ação fundado a 31 de outubro de 2014 pela Dreamia - Serviços de Televisão S.A. 
BLAST emite na operadora Angolana e Moçambicana ZAP na posição 69, com programas dobrados.
O canal não está em nenhuma operadora do seu país de origem, Portugal.